# Francesco Maria Banditi

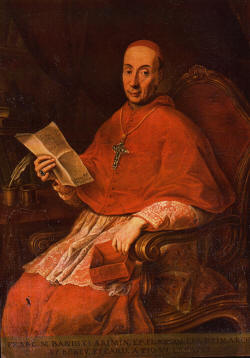
Francesco Maria Kardinal Banditi

Francesco Maria Banditi OTheat (* 8. September 1706 in Rimini; † 27. Januar 1796 in Benevent) war ein Kardinal der Römischen Kirche.

## Leben
Seine Familie gehörte dem Patriziat von Rimini an. Nach seinem Eintritt in den Orden der Theatiner (1723), empfing er am 14. August 1729 die Priesterweihe. Sein Ordensleben verbrachte er im Theatinerkonvent S. Antonio da Padova zu Rimini, wo er zweimal zum Superior gewählt wurde. Daneben sorgte er für Restaurierung der Konventsbibliothek und deren Ausstattung mit neuen Büchern. Mehrfach nahm er als Delegierter an den Generalkapiteln des Ordens teil, 1768 wurde er zum Generaloberen gewählt. Unter anderem veröffentlichte er in diesem Amt ein Rundschreiben an die Ordenshäuser über die Missionen der Theatiner in Goa.
Am Ende seiner dreijährigen Amtszeit kehrte er im Mai 1771 nach Rimini zurück, im Januar des folgenden Jahres wurde er von Papst Clemens XIV., seinem Schulkameraden in Rimini, zum Bischof von Montefiascone und Corneto ernannt. Nach seiner Bischofsweihe am 5. April 1772 durch Kardinal Lazzaro Opizio Pallavicini nahm er am 20. Mai die Profess der ersten Passionistinnen entgegen, deren Gründerin Maria Crocifissa di Gesù er geistlichen und materiellen Beistand leistete. Auch mit Paul vom Kreuz und anderen Oberen der Passionisten unterhielt er seit dieser Zeit enge Beziehungen. Am 17. Juli 1775 wurde er von Papst Pius VI. zum Kardinal in pectore erhoben und sein Name am 13. November des gleichen Jahres veröffentlicht. Bereits am 29. Mai 1775 zum Erzbischof von Benevent und vorübergehend zum Administrator seines bisherigen Bistums ernannt, wurde ihm als Kardinalpriester am 18. Dezember 1775 die Titelkirche San Crisogono zugewiesen.
Am 7. Januar 1776 brach er nach Benevent auf, wo er unmittelbar nach seiner Ankunft eine umfangreiche pastorale Tätigkeit entfaltete, so vollzog er in einem Jahr 24.000 Firmungen. Die Statuten des von Giacomo Savelli errichteten und von Vincenzo Maria Orsini erweiterten Klerikerseminars von Benevent ließ er 1782 neu veröffentlichen. Eine Reihe von Bauvorhaben brachte er zum Abschluss, darunter das Institut der Ursulinen.
Die Trauerrede im Dom von Benevent hielt der Rhetorikprofessor Pier Luigi Castriota.